# Dones al Iemen
Les dones del Iemen són dones nascudes, que viuen o provenen del Iemen. Històricament estan en desavantatge a causa del seu sexe, amb una societat altament patriarcal.
Tot i que el govern del Iemen ha realitzat esforços per millorar els drets de les dones al Iemen (incloent la formació d'una estratègia de desenvolupament de les dones i una estratègia de desenvolupament de la salut de les dones), moltes normes culturals i religioses, juntament amb la pobra aplicació d'aquesta legislació del govern iemenita, han impedit que les dones iemenites tinguin drets iguals als homes.
El 2017, les dones iemenites no tenen molts drets econòmics, socials o culturals. Mentre que el 1967 es va obtenir el sufragi i la protecció legal i constitucional es va estendre a les dones durant els primers anys del Iemen unificat entre 1990-1994, continuen lluitant «en l'exercici dels seus drets polítics i civils». La història mostra que les dones han tingut un paper important a la societat iemenita. Algunes dones del Iemen pre-islàmic i islàmic primerenc van mantenir l'estatus d'elit a la societat. La reina de Saba, per exemple, «és una font d'orgull per a la nació iemenita». A més, la reina Arwa (c. 1048 - 1138) va destacar per la seva atenció a la infraestructura, que va afegir una època documentada de prosperitat sota el seu regnat. Però, les dones iemenites actuals estan subjectes a una societat que reflecteix tradicions àmpliament agràries, tribals i patriarcals. Això, combinat amb l'analfabetisme i problemes econòmics, ha portat a les dones a ser privades contínuament dels seus drets com a ciutadanes del Iemen.
A causa del conflicte armat en curs al Iemen des de finals de març de 2015, el Iemen està experimentant una crisi humanitària a tots els nivells. El conflicte ha provocat nombroses acusacions de violacions i abusos del dret internacional, dels drets humans i violacions del dret internacional humanitari. Els esdeveniments han estat brutals i han tingut conseqüències cruels sobre tots els civils, però especialment a la vida de dones i noies. A causa de la tensió i el caos de la crisi, combinats amb la desigualtat de gènere arrelada, les condicions per a les dones i les nenes al Iemen es deterioren a mesura que el conflicte es manté. Les dones i les nenes han quedat vulnerables a la violència inhumana, l'abús físic i psicològic, i l'explotació.

## Accés a la justícia
Mentre que els articles 40 i 41 de la constitució de 1990 del Iemen unificat estableixen que tots els ciutadans són considerats iguals davant la llei i que «cada ciutadà té dret a participar en la vida política, econòmica, social i cultural del país», la discriminació de gènere és freqüent al Iemen.
L'addició de l'article 31 a la Constitució contradiu l'article 40 afirmant que «les dones són les germanes dels homes ... tenen drets i deures, garantits i assignats per la Xaria i estipulats per la llei», aparentment ha anul·lat la igualtat estesa per la constitució a causa del seu ús com a base per a les lleis discriminatòries. Això es deu a la lectura específica de la Xaria, que limita els drets de les dones. Avui, moltes dones activistes iemenites creuen que la Xaria es pot interpretar per incloure més a les dones en la vida social, política, econòmica i cultural del país.
Moltes de les polítiques discriminatòries restringeixen els drets familiars de les dones. Les dones del Iemen no poden casar-se amb un no-iemenita sense l'aprovació de la seva família i de l'Estat. A més, en virtut de la Llei de nacionalitat de 1990, les dones iemenites no poden passar la seva ciutadania als seus fills, llevat que la dona es divorci del seu marit, que el seu marit es torni boig o mori (en aquest cas els nens poden obtenir la ciutadania quan compleixen 19 anys). D'altra banda, els fills dels iemenites casats amb estrangeres tenen assegurada la ciutadania iemenita.
El divorci, i fins i tot el testimoni en un judici de les dones no és igual al dels homes. Els homes iemenites tenen el dret de divorciar-se de les seves dones en qualsevol moment i sense justificació; per contra, una dona ha de passar per un procés de litigi en el qual ha de justificar la seva raó per anul·lar el contracte de matrimoni. Davant d'un tribunal, una dona només es considera a la meitat d'una persona, és a dir, que «el testimoni de dues dones és igual al testimoni d'un sol home». A més, es prohibeix a les dones atestar en casos d'adulteri, de calúmnia, de robatori o de sodomia per l'article 45 (21) de la Llei d'evidències de 1992.
Altres lleis que discriminen a les dones són la Llei d'estatus personal (1992) i Llei del codi penal (1994). La Llei d'estatus personal contravé parts de la Convenció sobre l'eliminació de totes les formes de discriminació contra la dona (Convention on Eliminating All Forms of Discrimination Against Women, CEDAW), afirmant que a les dones se li exigeix accedir sexualment al seu marit, cosa que permet bàsicament violar-les dins del matrimoni. Així mateix, les disposicions del Codi Penal augmenten la vulnerabilitat de les dones a la violència. L'article 232 del Codi Penal permet condemnes reduïdes i indulgents als homes condemnats per l'anomenat «crim d'honor». Sota la llei del Iemen, l'homicidi és punible amb la mort, però el codi penal imposa una pena màxima de presó d'un any només en casos de crims d'honor.

## Violència de gènere
Hi ha diverses formes de violència a les quals estan exposades les dones al Iemen, entre les quals destaquen: 
- l'abús físic i psicològic per part dels membres de la família.
- el matrimoni forçat.
- l'assetjament sexual.
- l'embaràs forçat.
- la violació.
- la poligàmia.
- la privació de serveis de salut.
- la mutilació genital femenina.

El matrimoni forçat i la mutilació genital femenina són considerats part de la cultura i la tradició i, per tant, no es consideren una forma de violència al Iemen. De fet, el 94% de les mutilacions genitals femenines no es realitzen per metges certificats, a causa del decret ministerial emès pel ministre de Salut que prohibeix les mutilacions genitals femenines en els centres oficials i, per tant, s'ha de dur a terme la mutilació genital femenina a casa. La mutilació genital femenina es realitza com a resultat de pràctiques culturals, pel desconeixement del risc relacionat amb aquest procediment perjudicial, i per la llei que prohibeix aquesta pràctica.
Dins de la societat iemenita, hi ha una forta preferència per als nois, així com una alta tolerància al comportament violent envers les dones. Així, sovint, les noies són disciplinades i castigades si desafien aquest comportament i intenten defensar-se. Aquestes pràctiques no només tenen lloc a l'interior de les llars, sinó també a les escoles, els instituts socials i els llocs de treball. De fet, els mitjans de comunicació nacionals i locals solen fomentar i reforçar la tendència a aquest tipus d'actes i comportaments discriminants.
El grup de dones més vulnerables exposats a la violència al Iemen són dones marginades, pobres i rurals. Mentre que les condicions de pobresa tendeixen a intensificar les formes d'incidència de violència contra les dones, les dones rurals també es veuen obligades a dur a terme la major part del treball agrícola i la mà d'obra física.

### Lleis discriminatòries

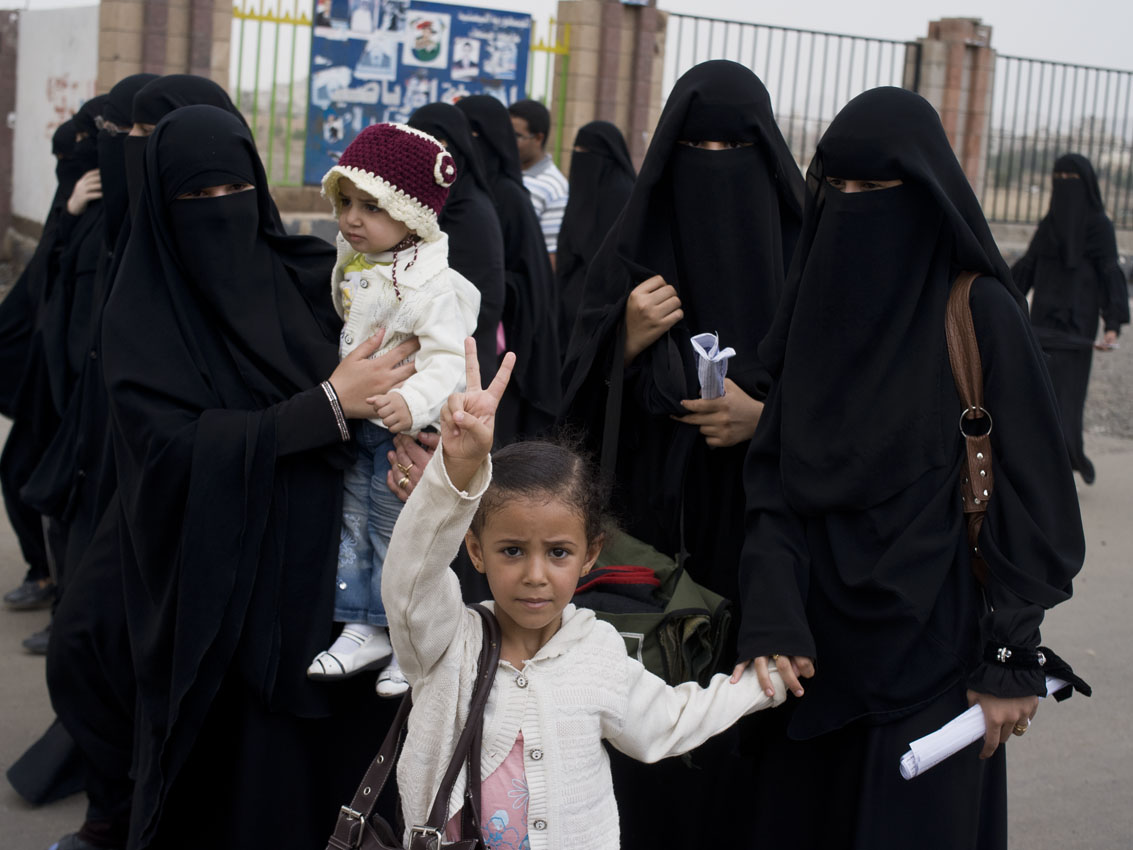
Dones i nens, 2011

Les dones del Iemen també estan sotmeses a la violència mitjançant la institucionalització de les lleis discriminatòries. L'article 42 de la Llei de crims i càstigs n. 12 (1994) estipula que la diyya d'una dona (compensació financera que es paga segons la xaria als familiars d'una víctima per part de qui li va ocasionar la mort) equival a la meitat de l'home, i la devaluació efectiva de la vida de la dona a la meitat de l'home. En l'incident d'assassinat involuntari, la llei identifica una indemnització per matar a un home, d'un milió de rials iemenites (YR) (3.500 euros). Tanmateix, a les famílies de les víctimes femenines se les amb compensa la meitat d'aquesta quantitat, amb només 500.000 YR (1.750 euros).
Les esmenes a altres lleis a finals de la dècada del 1990 van reduir encara més l'estatus de les dones iemenites. Per exemple, en la versió de 1992 de la Llei de l'estatus personal, l'edat mínima per al matrimoni era de 15 anys, però, en l'esmena de 1998, la redacció es va substituir per termes generals, que finalment representaven la legalització dels contractes matrimonials per a menors d'edat. Segons l'article 15 de la llei sobre l'estatus personal, s'afirma que «el matrimoni amb una nena és vàlid, tret que no estigui preparada per al sexe». El que transmet l'article és que les noies menors de 15 anys poden veure's obligades a casar-se si estan disposades a relacionar-se sexualment. En aquest sentit, la llei no té en compte el fet que, malgrat la capacitat física i psicològica de mantenir relacions sexuals, la decisió de fer-ho ha de ser personal i ha de dependre dels desitjos de cada dona. La Llei d'estatus personal també permet la violació conjugal i la violència domèstica. Per exemple, l'article 40, revisat el 1998, estableix que una dona ha de ser obedient al seu marit. D'aquesta manera, l'article 40 no permet a una dona abandonar la seva llar sense el permís del seu marit. El marit també pot tenir relacions sexuals amb la seva dona, sempre que ho desitgi, i hauria de permetre-ho a canvi.

### Drets humans
La comunitat internacional ha reconegut que la violència contra les dones és una violació dels drets humans de les dones, la seva integritat física i els seus drets sexuals i reproductius. També es reconeix que la promoció dels drets de les dones és un mitjà per garantir el desenvolupament sostenible. La Convenció sobre l'eliminació de totes les formes de discriminació contra les dones (CEDAW) de 1979 va imposar obligacions legalment vinculants per eliminar la discriminació contra les dones i garantir la igualtat entre dones i homes.
Les denúncies de violència i abús sexual al Iemen han estat informades per l'Oficina de l'Alt Comissionat de les Nacions Unides per als Drets Humans (ACNUDH). El juliol de 2015, l'OACDH va visitar l'hospital de Thawra, a la ciutat de Sanà, i es va reunir amb testimonis que van confirmar casos en què les persones internament desplaçades havien estat víctimes de violació. Al febrer de 2016, un monitor de l'ACDUDH va visitar la presó central de les dones de la ciutat de Sanà, on quatre víctimes van informar que havien estat embenades durant la seva captura i sotmeses a descàrregues elèctriques.

## Drets polítics

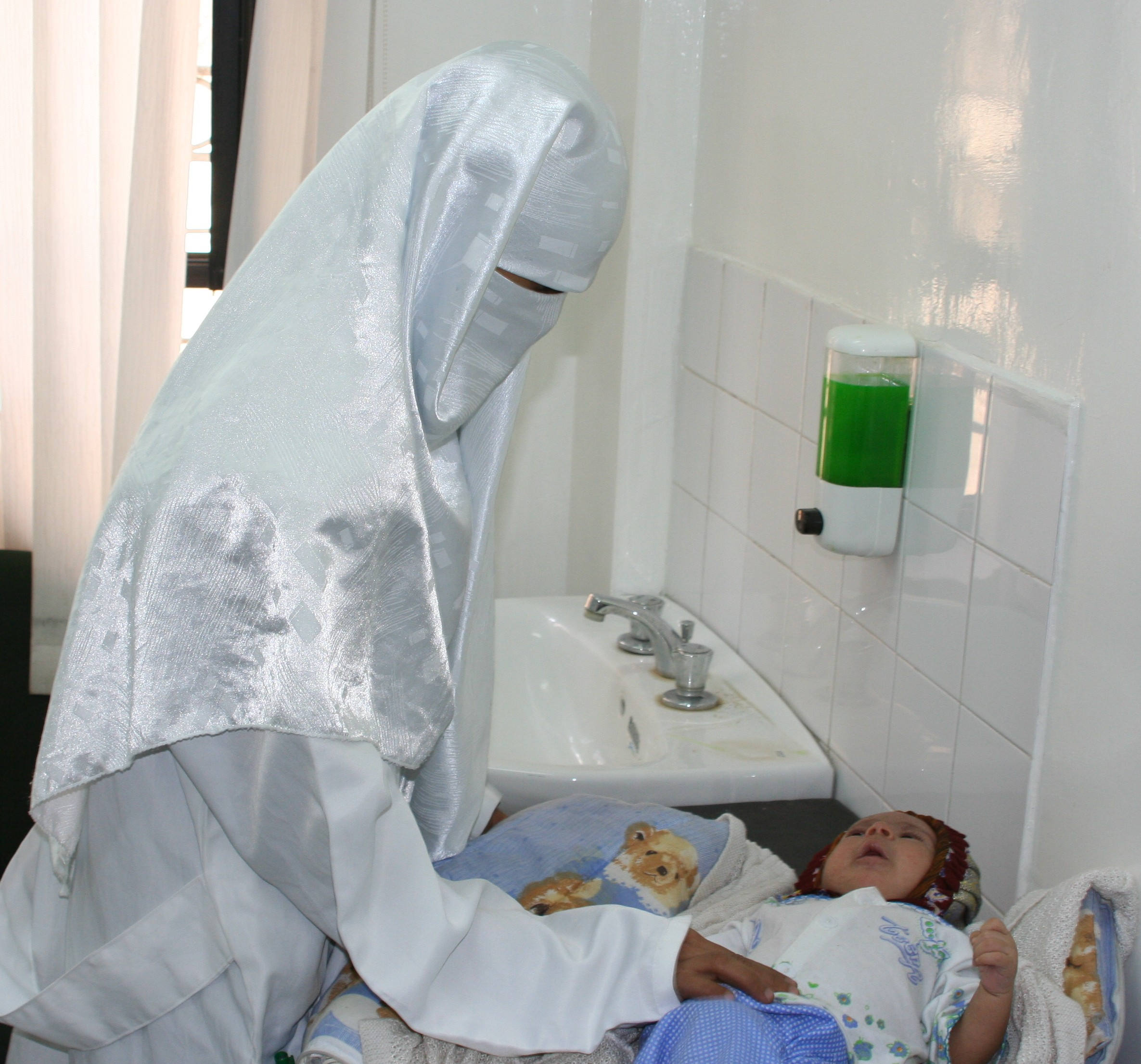
Una doctora iemenita examina un nen en una clínica assistencial patrocinada per l'USAID, 2006

Les dones del Iemen sempre han tingut una participació limitada en la societat, ja que els homes són considerats els principals responsables de prendre decisions, tant dins com fora de la llar. Així, doncs, les dones han estat sempre molt poc representades a la política del Iemen. Tanmateix, això no va impedir que les dones intentessin fer escoltar les seves veus a través de vagues i protestes pacífiques.
Des del 2011 s'han realitzat alguns avenços, ja que la Revolta de 2011 va desafiar la norma de participació limitada de les dones. Les dones estaven al centre de les protestes, exigint i protestant per una vida política millor. Després, el 2014, les dones representaven més d'una quarta part dels participants a la Conferència Nacional de Diàleg (CND). Amb això, les dones del Iemen van assolir acords importants, incloent-hi la quota del 30% per a la participació política de les dones. Durant la CND, moltes dones delegades van ser amenaçades públicament per participar i fins i tot van ser atacades físicament als carrers. Per donar suport a les dones i als seus moviments, diverses organitzacions de drets humans de dones, com ara el Fòrum Àrab de les Germanes per als Drets Humans, van augmentar els seus esforços i van animar a les dones a continuar participant i lluitar per les qüestions que les apassionaven. La comunitat internacional va aplaudir els resultats positius del procés de la CND, ja que es tractava d'un canvi molt important per a la participació de les dones a la política del Iemen, en comparació amb els anys anteriors. De fet, el 2008 es va intentar introduir una quota del 15% per a les dones al parlament, però aquest procés va ser abandonat, després que van intervenir clergues i caps tribals islàmics i van celebrar una «reunió per protegir la virtut i lluitar contra el vici», proclamant que el lloc d'una dona està a casa. A l'antic parlament nacional, les dones només posseïen el 0,3% dels escons.
Malgrat els èxits assolits el 2014 per la CND, la participació política de les dones ha estat suspesa a conseqüència de l'actual conflicte en curs.

## Drets socials i culturals
El Iemen és una societat amb actitud cultural, que les dones tenen un estatus baix a la família, així com a la comunitat. Es permet a un home casar-se amb fins a quatre dones sempre que tingui els mitjans financers per mantenir-les, però una dona ni tan sols té dret a casar-se sota la seva pròpia voluntat, ja que necessita l'aprovació i l'acord d'un «guardià masculí». En cas de divorci, els nens es poden retirar de la cura de la mare, mentre que el pare no s'enfronta a riscos de perdre els seus fills. A una dona tampoc se la permet que negui els drets de visita del pare, mentre que el pare pot fer-ho sota l'article 145 de la Llei de situació personal.
Els drets de salut i reproductius són també problemes importants per a les dones iemenites. Cap legislació protegeix la seva llibertat de prendre decisions pròpies en relació amb aquests problemes i, per tant, les dones són controlades per la seva família o, si estan casades, pels seus marits. A més, el Iemen és un país on la mutilació genital femenina continua sent un problema, fins i tot després de ser prohibit pel Ministeri de Salut Pública.
A més, moltes dones es veuen obligades a casar-se a una edat primerenca, sent possible per les polítiques estatals, que donen a la família el control sobre si una noia es casa o no i quan. El matrimoni infantil és un problema, amb un informe del 52% de les noies iemenites que es casen abans dels 18 anys, inclòs el 14% abans dels 15 anys. Amb el recent conflicte, aquesta tendència ha augmentat. Moltes famílies l'han utilitzat com a mecanisme d'afrontament durant aquesta crisi en curs i com a manera d'accedir als pagaments de la dot. La pràctica comuna de forçar a les joves a casar-se va ser condemnada per una ONG com «la violació infantil tolerada sota el pretext del matrimoni». El Iemen té una cultura tribal i el matrimoni de les noies molt joves és comú; la majoria de les noies iemenites estan casades abans que arribin a la pubertat. Els iemenites conservadors, incloses les dones, es van oposar a una proposta de llei que fixava el 17 anys com a edat mínima per al matrimoni.

## Drets de l'educació

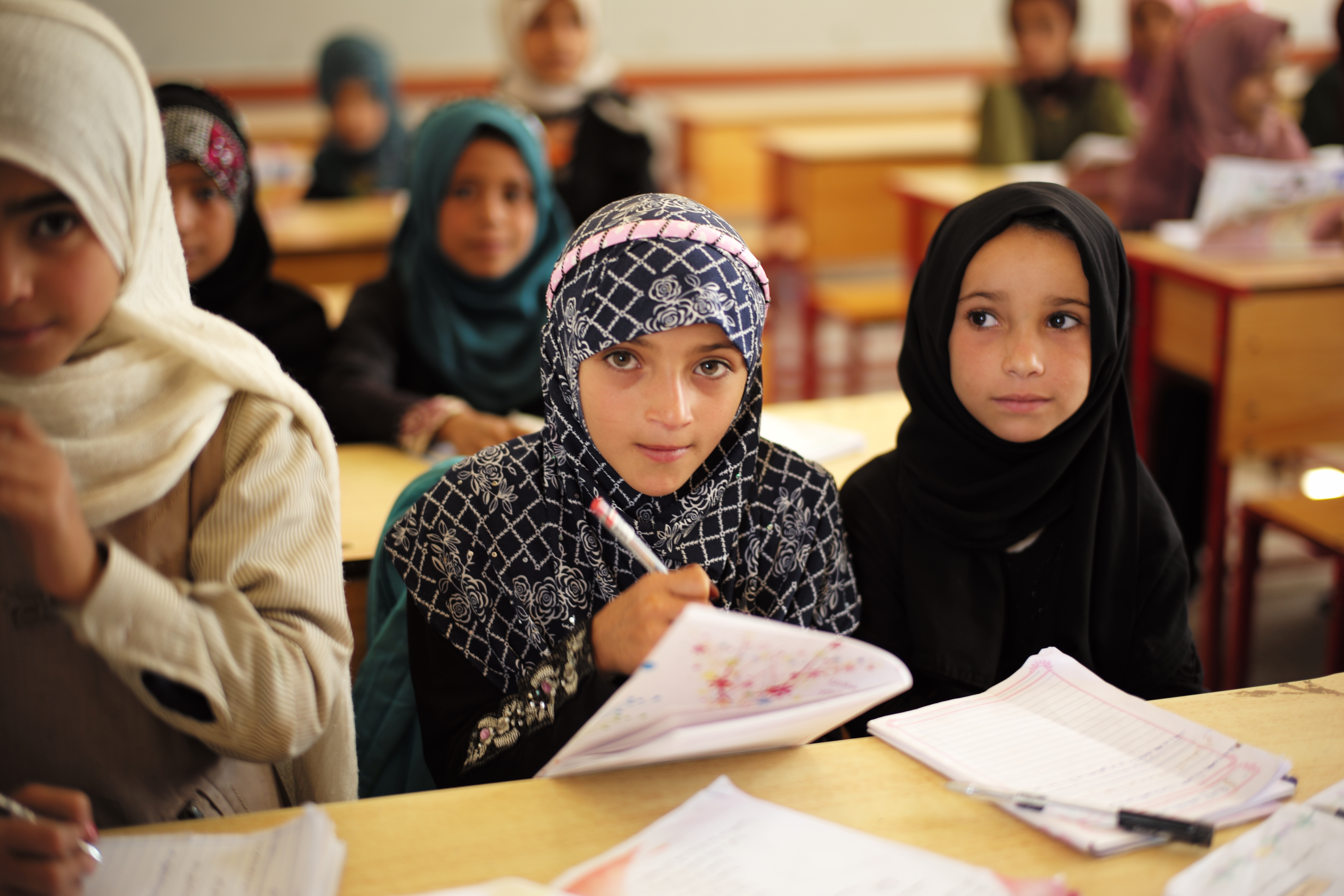
Noies a una escola de Sanà, 2013

Els homes i les dones, no tenen els mateixos drets per a l'educació al Iemen. El país encara està molt lluny d'aconseguir la igualtat de gènere, malgrat l'article 54 de la Constitució de la República del Iemen, que estableix que «l'educació és un dret per a tots els ciutadans. L'Estat garantirà l'educació de conformitat amb la llei mitjançant la construcció de diverses escoles i les institucions culturals i educatives: l'educació bàsica és obligatòria, l'Estat farà tot el possible per eliminar l'analfabetisme i prestar una atenció especial a l'expansió de l'ensenyament tècnic i professional. L'Estat prestarà especial atenció als joves i els protegirà de les perversions amb religió, educació física i mental, i l'entorn adequat per desenvolupar la seva aptitud en tots els camps».
Segons una enquesta duta a terme per UNICEF el 2013, les nenes tenen un 50% menys de probabilitats d'inscriure's en comparació amb els nois i, a més, tenen menys probabilitats de completar l'educació secundària bàsica i post-secundària. Altres estudis han trobat que les noies solen tenir més possibilitats de deixar l'escola que els nois. Per exemple, un estudi realitzat el 2014 pel Ministeri d'Educació del Iemen, va trobar que les nenes tenen un 17% més de probabilitats de deixar l'escola al nivell de l'educació primària, mentre que un 23% més que els nois abandonen l'escola de secundària inferior.
Human Rights Watch ha documentat que el matrimoni forçat de les nenes és un factor clau per l'abandonament escolar les noies. A l'enquesta demogràfica i de salut de 2013 es va descobrir que només el 6% de les dones havien continuat la seva educació a l'escola postsecundària, mentre que una enquesta d'UNICEF va determinar que el 71% de les escoles no tenen professores.
A causa de l'elevat percentatge de desocupació, les dones tenen una taxa d'alfabetització menor que els homes. Segons la bretxa mundial de gènere de 2013, només el 49% de les dones al Iemen saben llegir i escriure, mentre que el 82% dels homes saben llegir i escriure.

## Drets econòmics
A l'Informe de la Bretxa de Gènere 2014, del Fòrum Econòmic Mundial, dels 142 països inclosos a l'informe, el Iemen va quedar en el darrer lloc i ha continuat fent-ho des de 2007. Mentre que les dones tenen els drets legals de propietat i ús de la propietat, moltes dones al Iemen han de donar els drets administratius als membres de la família perquè no són conscients dels seus drets. Això s'atribueix a «l'analfabetisme generalitzat, les actituds patriarcals i la ignorància de les dones sobre els seus drets econòmics». El 2003 es va estimar que només el 30% de la població iemenita era alfabetitzada.
Com assenyala Elhum Haghight-Sordellini, el creixement de l'economia «pot crear una necessitat important de portar les dones a la força de treball», però, «la manca de creixement econòmic i de dependència de les nacions més desenvolupades» i la inestabilitat més generalitzada poden «evitar el canvi social». Els problemes econòmics empitjoren al Iemen mitjançant el «creixement de l'atur davant de l'augment de la població». Actualment, el 41,8% de la població del Iemen viu per sota el llindar de la pobresa nacional, moltes de les quals són dones. Això es pot atribuir a la gran bretxa educativa entre homes i dones al Iemen, així com a la discriminació freqüent i il·legal de la mà d'obra contra les dones. Freedom House va informar que mentre el 73% dels nois estaven inscrits a l'escola primària a les zones rurals, només el 30% de les noies es matriculaven. Tot i que la Llei del treball de 1995 prohibeix la discriminació en el lloc de treball basada en el gènere, no es fa complir en la pràctica, per la qual cosa limita molt les oportunitats per a les dones.
Mentre que les dones iemenites no tenen prohibit treballar, hi ha altres barreres que dificulten la recerca d'ocupació. En primer lloc, com s'ha esmentar anteriorment, les dones no tenen educació. En segon lloc, la Llei d'estatus personal no permet a una dona sortir de la casa, tret que tingui permís del seu marit i, en tercer lloc, culturalment, s'espera que les dones iemenites es queden a casa i tinguin cura dels nens, de manera que se les nega l'accés a oportunitats laborals. Per aquests motius i més, el 2013 el Fòrum Econòmic Mundial va informar que la desocupació femenina era del 41%, en comparació dels homes, que només era del 12%.

## Premi Nobel
Tawakul Karman, activista dels drets de les dones del Iemen, fundadora i presidenta de Women Journalists Without Chains (WJWC), va ser una dels tres beneficiàries del Premi Nobel de la Pau 2011. Com assenyala un article d'Al Jazeera, els premis són «un recolzament per a tota la primavera àrab», així com un «reconeixement del poder de les dones a l'arribada de la primavera àrab». El comitè del Nobel va afirmar que Karman va rebre el premi específicament per la seva «lluita no-violenta per la seguretat de les dones». («Perfil: Tawakul Karman» Al Jazeera) Des de 2007, Karman ha organitzat i dirigit demostracions i assentaments en nombroses ocasions amb nombroses dones iemenites que volen obtenir més igualtat.

## Iemenites destacades

### Activistes
- Fatima al-Aqel
- Nada al-Ahdal
- Nujood Ali
- Jamala al-Baidhani
- Tawakul Karman
- Belquis Al Lahabi
- Reem Al Numery
- Raufa Hassan al-Sharki
- Fadia Najeeb Thabet

### Escriptores
- Hoda Ablan
- Zahra Rahmat Allah
- Huda al-Attas
- Ramziya al-Iryani
- Nadia Al-Kokabany
- Elham Manea
- Zana Muhsen
- Maha Naji Salah
- Nabila al-Zubayr

### Esportistes
- Nooran Ba-Matraf
- Fatima Dahman
- Isra Girgrah
- Waseelah Saad
- Hana Ali Saleh

### Periodistes
- Amat Al Alim Alsoswa
- Safa Karman
- Mahia Nagib
- Rashida al-Qaili
- Nadia Al-Sakkaf

### Polítiques
- Ja'da bint al-Ash'at
- Huda al-Baan
- Wahiba Fara'a
- Oras Sultan Naji
- Arwa Othman
- Amat al-Razzak Hammed

### Altres
- Balqees Ahmed Fathi (cantant)
- Boushra Almutawakel (fotògrafa)
- Nour Haidar (educadora)
- Sara Ishaq (directora de cinema)
- Ashwaq Moharram (metgessa)
- Amina al-Tuhaif (menor d'edat condemnada a mort)